# Precis octavia
Precis octavia is een vlinder uit de familie Nymphalidae. De wetenschappelijke naam van de soort is voor het eerst geldig gepubliceerd in 1779 door Pieter Cramer.

## Verspreiding en leefgebied
Deze vlindersoort komt voor in grote delen van Afrika.

## Waardplanten
De waardplanten zijn coleus, plectranthus, iboza en andere planten uit de familie Nymphalidae.